# 哈基穆拉·马哈苏德
哈基穆拉·马哈苏德（1979年—2013年11月1日）出生时名叫贾穆舍德·马哈苏德（جمشید محسود），以祖利菲卡·马哈苏德（ذو الفقار محسود）而闻名，是巴基斯坦塔利班前首領。他被美国列入恐怖主义名单，并且在2013年11月1日被美国飞机炸死，其接替者是毛拉法茲盧拉。

## 生平
1979年，哈基穆拉出生在南瓦济里斯坦特区班奴县的一个镇，名叫贾穆舍德·马哈苏德，父亲是杂货店店主，马哈苏德早年在宗教学校读书，间或到店里帮工。后来，他受到堂兄弟卡里·侯赛因鼓动，他加入巴塔，侯赛因在巴塔训练人们发动自杀炸弹袭击，后遭美国无人机空袭身亡。
哈基穆拉在汉古县接受教育，贝图拉·马哈苏德也是那接受的教育。
2013年11月1日，哈基穆拉在北瓦济里斯坦特区被美国空军的无人飞机击毙。

## 悬赏
2010年9月1日，美国政府悬赏5百万美元取哈基穆拉·马哈苏德的项上人头。

## 家庭
哈基穆拉·马哈苏德有2个妻子。